# Oktabin

Oktabin auf einer Europalette

Ein Oktabin ist ein achteckiger Behälter für Transport und  Lagerung von Schüttgut. Er ist aus stabiler Wellpappe hergestellt und hat einen Boden und einen abnehmbaren Deckel.
Seine Grundmaße sind in der Regel an gängige Standardpalettengrößen angepasst, zum Beispiel 800 mm × 1200 mm, so dass er auf eine Europalette passt. Die Höhe variiert zwischen 809 mm und 2000 mm.
Oktabins werden hauptsächlich für Granulate und andere rieselfähige Produkte verwendet. Für staubige Ware wird eine dünne Kunststofffolie (Inlay) eingelegt.